# Peter Gelderloos
Peter Gelderloos (ur. 1982 w Morristown) – amerykański pisarz, myśliciel polityczny oraz aktywista anarchistyczny.

## Życiorys
Urodził się w Morristown w New Jersey; później mieszkał w Tokio, Seulu i Taszkencie. Studiował literaturę, języki obce i antropologię na James Madison University, ale po półtora roku zrezygnował ze studiów.
Współpracował z organizacją Anti-Capitalist Convergence w ramach antywojennych protestów S29 w Waszyngtonie. Brał udział w protestach przeciwko Światowemu Forum Ekonomicznemu. Działał w samorządzie studenckim, a także współpracował z United Students Against Sweatshops i Towarzystwem Praw Człowieka Uzbekistanu. Odegrał ważną rolę w organizowaniu akcji Jedzenie Zamiast Bomb i utworzeniu 181 Collective Space, autonomicznego centrum społecznego w Harrisonburgu.
Jest jednym z założycieli strony Signal Fire, która określa się jako „niezależny portal informacyjny i archiwum skupiające się na walkach robotników i kobiet, polityce i organizacji komunistycznej, walce zbrojnej i przeciwdziałaniu rebeliantom”.

### Aresztowania
W 2002 Gelderloos został aresztowany wraz z kilkoma innymi osobami za wkroczenie w proteście przeciwko amerykańskiej szkole wojskowej School of the Americas, która szkoli wojsko i policję Ameryki Łacińskiej. Został skazany na sześć miesięcy więzienia. Gelderloos był członkiem programu Copwatch w Harrisonburgu.
W kwietniu 2007 Gelderloos został aresztowany w Hiszpanii i oskarżony o zakłócanie porządku publicznego i nielegalną demonstrację podczas protestu squattersów. Groziło mu do trzech i pół roku więzienia, ale po nagłośnieniu sprawy na arenie międzynarodowej wyrok został złagodzony. W marcu 2009 oskarżenie zostało uznane za bezpodstawne, a Gelderloos i współoskarżony Xavier Mazas zostali uniewinnieni i zwolnieni. Twierdził, że był celem ze względu na swoje przekonania polityczne.

## Publikacje
- Worshipping Power: An Anarchist View of Early State Formation (2017)
- Learning From Ferguson (2014)
- The Failure of Nonviolence: From the Arab Spring to Occupy (2013); pol. Porażka Bezprzemocowości[8]
- Anarchy Works (2010)
- To Get to the Other Side: a journey through Europe and its anarchist movements (2010)
- Sousa in the Echo Chamber (2009)
- How Nonviolence Protects the State (2007)
- Consensus: A New Handbook for Grassroots Social, Political, and Environmental Groups (2006)
- How Nonviolence Protects the State (2005)
- What is Democracy? (2004)